# 浍沟镇
浍沟镇，是中华人民共和国安徽省宿州市灵璧县下辖的一个乡镇级行政单位。

## 行政区划
浍沟镇下辖以下地区：
张时村、叶赵村、土山村、大庄村、唐灵村、申村、彭黄村、李宅村、浍沟村、后灵村、郭许村、郭沟村、凤山村、车李村和马庄村。